# Rutford-Eisstrom
Der Rutford-Eisstrom ist ein großer, rund 290 km langer und über 24 km breiter Eisstrom im westantarktischen Ellsworthland. Er fließt in südöstlicher Richtung zwischen dem Ellsworthgebirge und dem Fletcher Ice Rise in den südwestlichen Teil des Filchner-Ronne-Schelfeises. Sein Einzugsgebiet umfasst 52.000 km². Untersuchungen zeigen, dass der untere Teil des Eisstroms von den Meeresgezeiten beeinflusst wird.
Das Advisory Committee on Antarctic Names benannte ihn 1966 nach dem US-amerikanischen Geologen Robert Hoxie Rutford (1933–2019), der mehrere Expeditionen des United States Antarctic Research Program nach Antarktika geleitet hatte, darunter die von 1963 bis 1964 durchgeführte Expedition der University of Minnesota ins Ellsworthgebirge, sowie von 1975 bis 1977 Leiter der Abteilung für Polarprogramme bei der National Science Foundation war.